# Organisationspädagogik
Die Organisationspädagogik ist ein Teilgebiet der Pädagogik und befasst sich mit den erzieherischen und didaktischen Zielen in Organisationen. Ein wichtiger Aspekt dabei stellt das organisationale Lernen dar, welches den Lernenden im Teil eines sozialen Systems betrachtet. Neben Theorien der Pädagogik wird auch auf Theorien aus der Soziologie, Psychologie und Wirtschaftswissenschaft zurückgegriffen. Aufgaben und Ziele der Organisationspädagogik sind es herauszufinden, wie sinnvoll in Organisationen gelernt und gelehrt werden kann und durch reflektieren herauszufinden, warum dies so ist.

## Geschichte
Bereits zu Anfangszeiten der Pädagogik stand die Beziehung zwischen Lehrenden und Lernenden im Fokus. Daher entstanden pädagogische Organisationen und Einrichtungen, die sich den Aufgaben der Lehre und Erziehung widmen. Dazu zählen zum Beispiel Schulen, sozialpädagogische Einrichtungen und Möglichkeiten der Erwachsenenbildung.
Neuere Ansätze sehen die Organisation nicht als Rahmenbedingung, sondern als Mittelpunkt an. Zudem wurde durch die Weiterentwicklung der Berufspädagogik und Wirtschaftspädagogik dafür gesorgt, dass auch in Wirtschaftsunternehmen und Institutionen ohne pädagogischen Schwerpunkt, Ansätze der Organisationspädagogik mit einfließen und in Organisationstheorien integriert wurden.

## Arten des Lernens
In der Organisationspädagogik wird zwischen drei Arten des Lernens unterschieden. Diese sind:
- operatives Anpassungslernen: Hierbei geht es um den Erwerb von Qualifikationen, für die Aufgaben klar formuliert, strukturiert und definiert sein müssen.
- strategisches Erschließungslernen: Hierbei steht das Erlernen von unterschiedlichen Schlüsselqualifikationen mit mehreren Funktionen im Fokus. Diese sollen einen dazu befähigen komplexere Aufgaben in einer dynamischen Umgebung zu lösen.
- normatives Identitätslernen: Hierbei geht es darum herauszufinden, welche der Möglichkeiten des strategischen Lernprozesses zur Umsetzung sinnvoll sind. Unterteilen kann man die Möglichkeiten hier in individuelle, organisationale und gesellschaftliche Faktoren.

## Ausbildung
Sozial- und Organisationspädagogik kann als einzelner Studiengang an der Universität Hildesheim, der Friedrich-Alexander-Universität Erlangen-Nürnberg oder an der Universität Trier studiert werden oder als ein Nebenfach bzw. Schwerpunkt der Pädagogik oder anderer Schnittstellenwissenschaften gewählt werden.